# Дисоціативні конвульсії
Дисоціативні конвульсії (англ. dissociative non-epileptic seizures або psychogenic non-epileptic seizures, PNES) — вид дисоціативних розладів, що схожий за зовнішніми ознаками на епілептичні напади, однак на відміну від останніх не відбувається прикушування язика та мимовільне сечовипускання, а також відсутня повна втрата свідомості: реакції зіниць на світло та корнеальний рефлекс зберігаються.